# Zambrana
Zambrana là một đô thị trong tỉnh Araba (Álava), thuộc Xứ Basque, phía bắc [[Tây Ban Nha